# (6909) Levison
(6909) Levison ist ein die Marsbahn streifender Asteroid des Hauptgürtels, der am 19. Januar 1991 von den US-amerikanischen Astronomen Carolyn Shoemaker und Eugene Shoemaker am Palomar-Observatorium (IAU-Code 675) in Kalifornien entdeckt wurde.
Der Asteroid wurde nach dem US-amerikanischen Planetologen Harold F. Levison (* 1959) benannt, der sich für die Einführung des Begriffs Zwergplanet einsetzte.